# Corneliusplatz

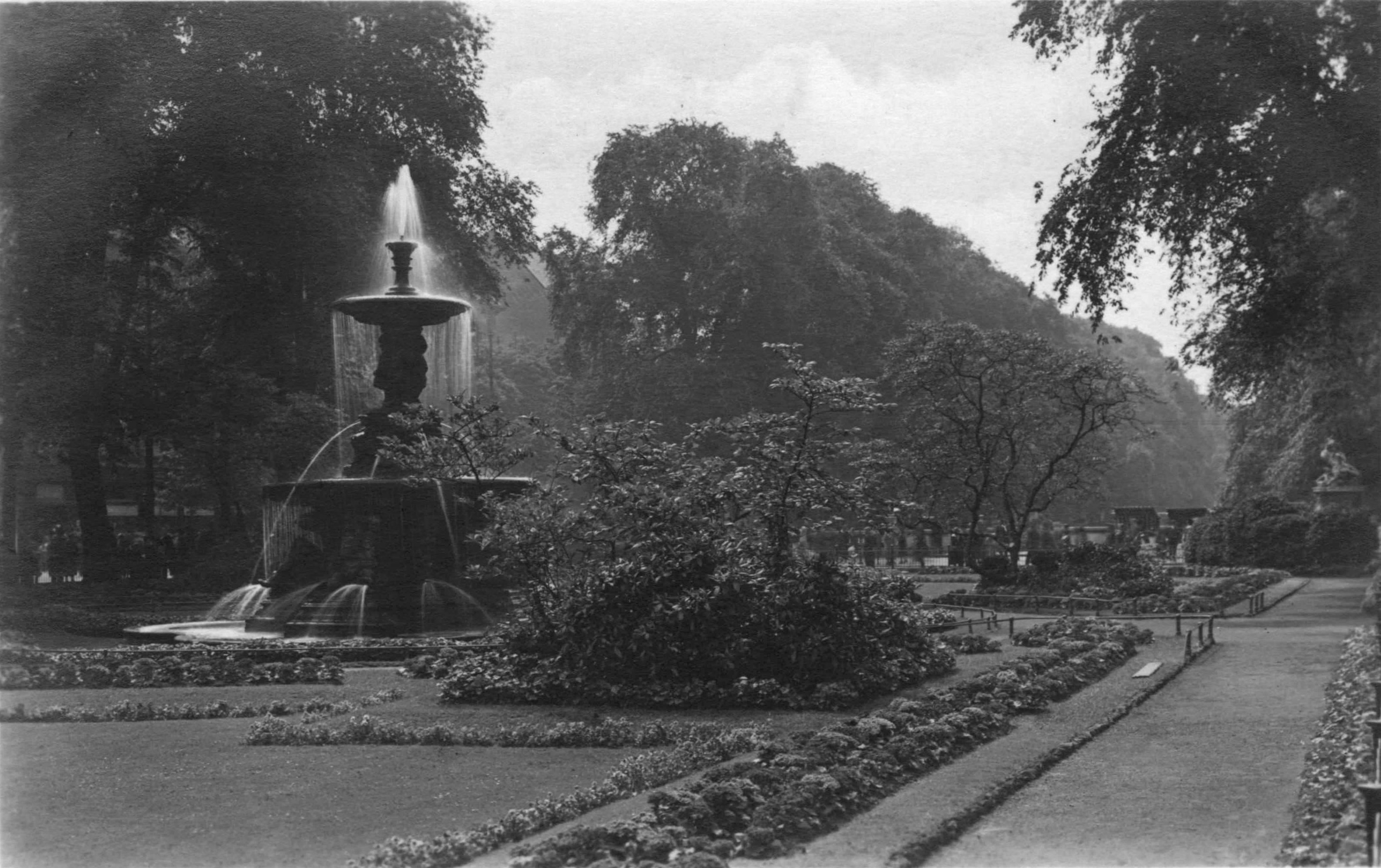
Corneliusplatz mit Schalenbrunnen von Leo Müsch (Foto um 1915)

Der Corneliusplatz liegt zwischen dem Tritonenbrunnen am Nordende des Kanals der Königsallee und dem Südrand des Hofgartens inmitten der Düsseldorfer Innenstadt. Als wilhelminischer Schmuckplatz galt seine Grünanlage als eine der schönsten und beliebtesten in Düsseldorf. 1882 wurde in seiner Mitte ein neobarocker Schalenbrunnen nach dem Entwurf des Bildhauers Leo Müsch aufgestellt. Der Platz ist nach Peter von Cornelius benannt, dem ersten Direktor der Kunstakademie Düsseldorf, dessen Denkmal im Hofgarten steht und das den Blickpunkt der Sichtachse des Corneliusplatzes nach Norden hin bildet.

## Geschichte
Der Platz bildete die Verbindung vom Hofgarten zum städtischen, bebauten Raum mit den Bauten des Parkhotels heute an der Königsallee, vormals unter der Adresse Corneliusplatz 1, auf der westlichen und dem ehemaligen Trinkaus-Palais, an der Ecke Hofgartenstraße 14, auf der östlichen Seite.
Ab dem letzten Drittel des 19. Jahrhunderts waren entlang der Hofgartenstraße eine Reihe Häuser mit bester Aussicht auf den Hofgarten entstanden. 1865 wurde ein Teil des Botanischen Gartens, welcher auf dem ehemaligen Festungsgraben im Hofgarten an der Alleestraße lag, für den Neubau des Opernhauses hergegeben. Durch den Bau des Theaters, von 1873 bis 1875, wurden die Bereiche des Hofgartens an die Königsallee angeschlossen und die kanalartige Verlängerung des Landskronengewässers an den Wassergraben Königsallee wurde zurückgebaut. Auf der gewonnenen Fläche entstanden zwei Plätze mit axialem Bezug zur Königsallee, der Corneliusplatz mit dem mittig platziertem Cornelius-Denkmal und der Schmuckplatz mit Schalenbrunnen.
Der Bereich vor dem Parkhotel wurde 1879 im Rahmen der Enthüllung des Cornelius-Denkmals, geschaffen vom Dresdner Bildhauer Adolf von Donndorf, umgestaltet. Die Aufstellungskosten betrugen damals 25.000 Taler.
Der neobarocke Schalenbrunnen nach Entwurf des Bildhauers Leo Müsch wurde 1882 in der Mitte des Schmuckplatzes aufgestellt. Im Zusammenhang mit der Aufstellung des Brunnens wurde der Platz nach Plänen von Stadtgärtner Friedrich Hillebrecht angelegt. Nach Entwürfen des Gartendirektors Walter von Engelhardt (1864–1940) erfolgten um 1920 weitere gärtnerische Umgestaltungen im Bereich des Corneliusplatzes und des Kriegerdenkmals, in dessen Zuge es zur seitlichen Verschiebung des Cornelius-Denkmals vom Mittelpunkt an den Randbereich des Platzes kam. 1934 wurde der Platz im Zuge der Umbenennung der westlichen Seite der Königsallee in Albert-Leo-Schlageter-Platz umbenannt. Am 23. März 1937 wurde das Cornelius-Denkmal 30 Meter nach Norden an seinen jetzigen Standort am Anfang der Königsallee am Hofgarten versetzt. Im Jahre 1994 wurde der Corneliusplatz am Schalenbrunnen als Gartendenkmal in die Denkmalliste der Landeshauptstadt Düsseldorf eingetragen.
Ab 2007 war die gesamte Fläche des Platzes für zehn Jahre eine Baustelleneinrichtungsfläche für den Bau des U-Bahnhofs Heinrich-Heine-Allee und das Info-Center der Wehrhahn-Linie.

## Ehemalige und aktuelle Bedeutung des Platzes im Straßennetz
Bis zum Baubeginn der Wehrhahn-Linie mit der Erweiterung des U-Bahnhofs Heinrich-Heine-Allee und anschließend des Kö-Bogens auf dem alten Jan-Wellem-Platz im Jahr 2007 lag der Platz östlich vom Kaufhof zwischen den beiden Straßenseiten der Königsallee, im Norden wurde er von der Elberfelder Straße und im Süden von der Theodor-Körner-Straße begrenzt. Der Platz war frei von Individualverkehr mit einer Bepflanzung von Magnolienbäumen und Blumenbeeten sowie dem Schalenbrunnen und den Sitzbänken. Die begrenzenden Straßen waren stark benutzte Verkehrsverbindungen zwischen der alten Kernstadt Richtung Schadowstraße, Berliner Allee, Kaiserstraße und dem alten Jan-Wellem-Platz mit dessen Haltestellen für den Nahverkehr der Straßenbahn- und Omnibuslinien. Nach Ende der Bauarbeiten am neuen Kö-Bogen ist die Verbindung der Königsallee-Ostseite zur Elberfelder Straße für den Autoverkehr nicht mehr vorhanden, da diese durch den Kö-Bogen-Tunnel untertunnelt und nicht mehr oberirdisch befahrbar ist, stattdessen kann der Corneliusplatz nur noch U-förmig einspurig umfahren werden. Ebenfalls ist die oberirdische Straßenbahn nach Abschluss der Wehrhahn-Linie verschwunden und damit wird der Platz erstmals seit der vormaligen Linienführung über die Theodor-Körner-Straße nicht mehr von der Straßenbahn berührt. Nächstgelegen sind nun für die ÖPNV-Anbindung der U-Bahnhof Heinrich-Heine-Allee sowie der gegenüber dem früheren Jan-Wellem-Platz deutlich entfernter liegende U-Bahnhof Schadowstraße.

## Neugestaltung

Corneliusplatz als Baustelle (2008)

Am 28. November 2007 erfolgte der erste Spatenstich für eine neue U-Bahn-Strecke, der Wehrhahn-Linie. Ab Ende 2007 wurde dafür das gesamte Gelände des Corneliusplatzes für die Baustelleneinrichtungen genutzt. Der Schalenbrunnen wurde demontiert und eingelagert.
Die Straßenbegrenzung des Platzes im Norden wurde zu einem Fußgängerbereich mit Anschluss an den Kö-Bogen und den Hofgarten. Der Straßenbereich im Osten des Platzes wurde geschlossen und auf dessen Gelände der zusätzliche Osteingang für den U-Bahnhof Heinrich-Heine-Allee angelegt. Ab Ende Winter 2016/2017 wurden die Baustelleneinrichtungen auf dem Platz schrittweise abgebaut und es begann die Wiederherstellung des Platzes unter Berücksichtigung der historischen Pläne. Der Schalenbrunnen wurde für fast eine halbe Million Euro ab November 2016 restauriert und Kriegsschäden und Mängel der Wassertechnik behoben. Ab Mitte April 2017 wurde der Brunnen neu aufgebaut und mit den erforderlichen Zu- und Abflüssen für das Wasser versehen. 
Bis auf den Verkehr auf der Theodor-Körner-Straße und dem abfließenden Verkehr aus dem Parkhauses vom Kaufhof im Bereich der westlichen Königsallee ist der ursprüngliche Autoverkehr im Bereich des Platzes weitgehend in die neuen Straßentunnel verlegt. Ebenfalls sind die Gleise der Straßenbahn auf der Elberfelder Straße und im Untergrund verschwunden. Der Corneliusplatz hat jetzt stattdessen eine direkte ebenerdige Anbindung an den Hofgarten und den Bereich des Kö-Bogens erhalten. Während der Bauphase wurde die historische Normaluhr Grüne Mathilde, die an der Nordecke von Theodor-Körner-Straße und der Ostseite der Königsallee stand, demontiert und restauriert. Mit Rücksicht auf veränderte Baumstandorte gegenüber der früheren Situation steht die Uhr nicht mehr ganz genau an dem alten Platz.
Die endgültige Fertigstellung des Platzes mit seiner Bepflanzung sollte Ende Januar 2018 erfolgen, Ende März 2018 war sie weitgehend abgeschlossen aber der Platz noch nicht begehbar. Verzögert war sie durch die Errichtung einer 1700 m² großen Eisbahn. Diese große Eisfläche ersetzt eine deutlich kleinere, die von 1999 bis zum Baubeginn jedes Jahr im Dezember im Nordbereich des Platzes vor der Elberfelder Straße angelegt wurde. Die neue große Eisbahn wurde erstmals am 23. November 2017 eröffnet und bis Ende Januar betrieben. Der bereits errichtete Schalenbrunnen, der sich inmitten der Eisbahn befindet, wird jedes Mal entsprechend geschützt, ebenso alle Einrichtungen und Bepflanzungen durch Überbauung und sonstige Maßnahmen.

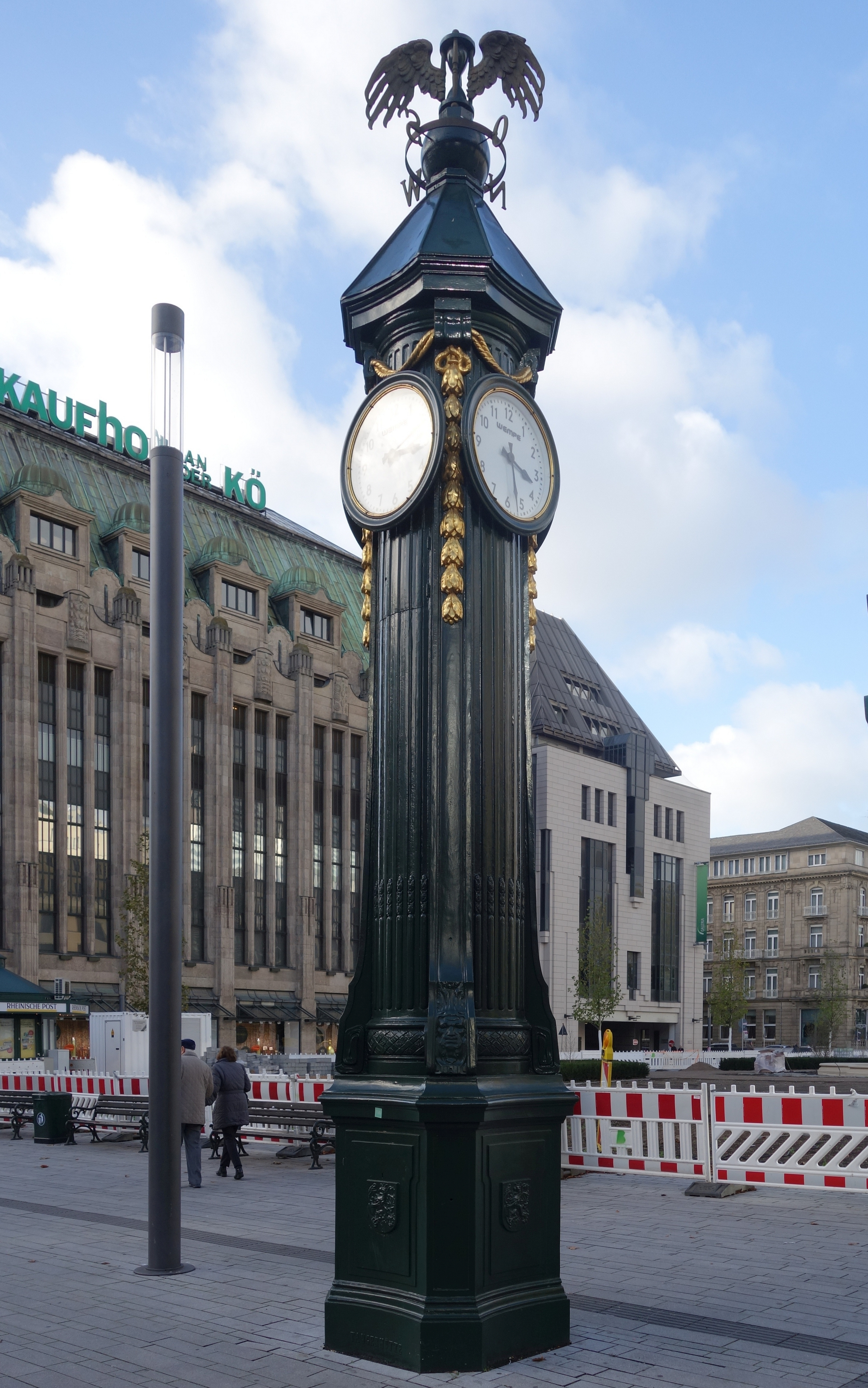
Kö-Uhr „Grüne Mathilde“ (2017)
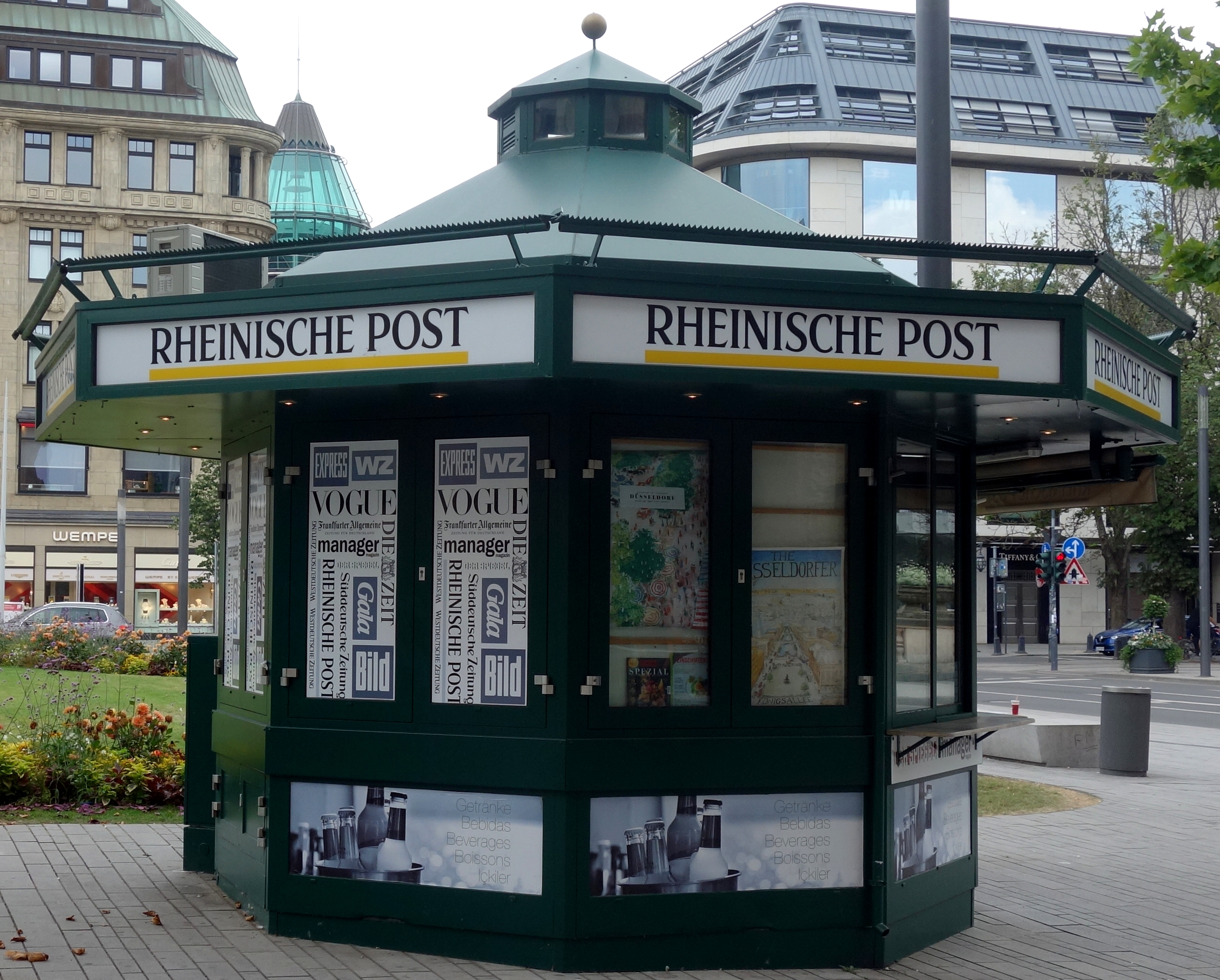
Zeitungskiosk (2020)
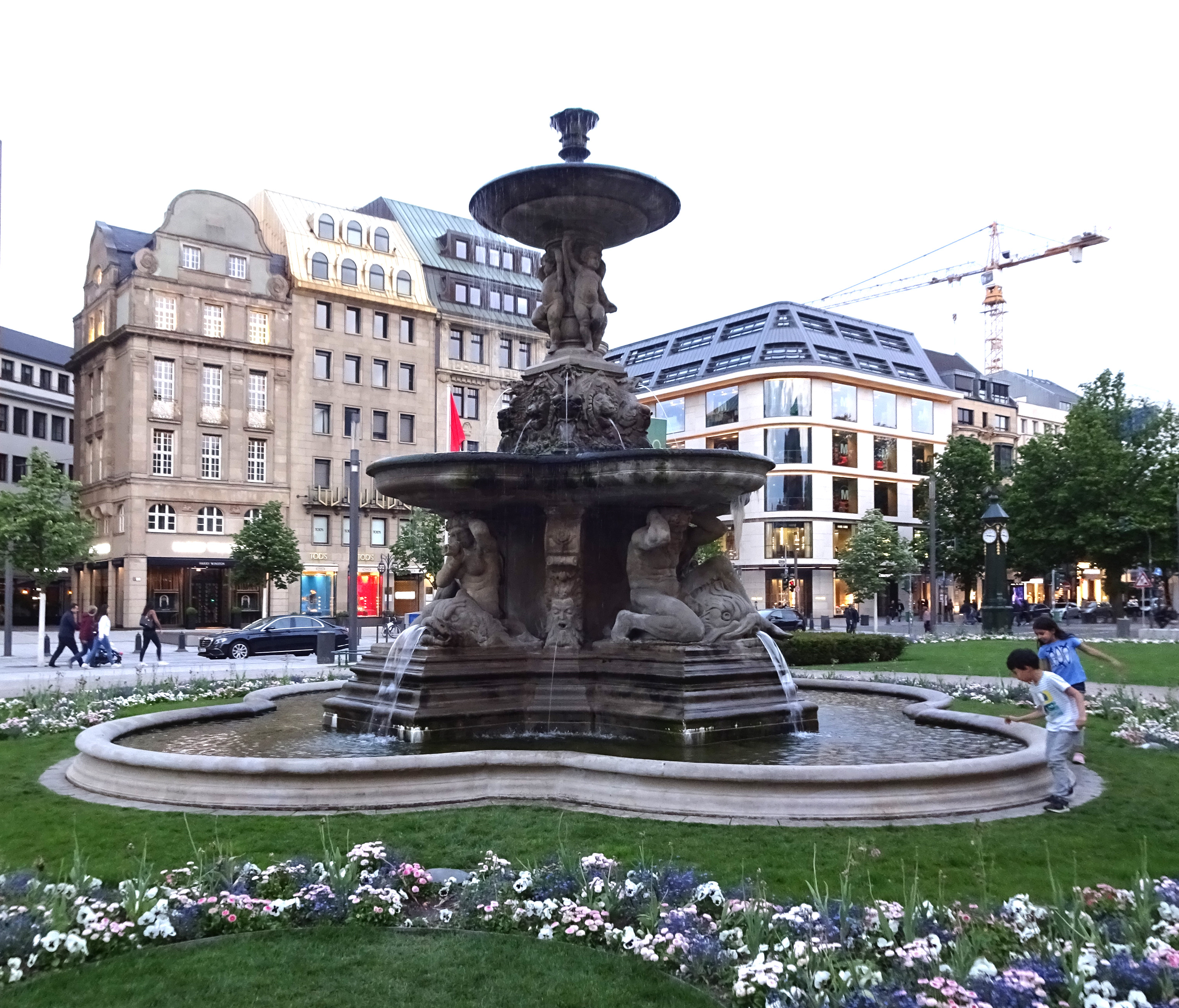
Schalenbrunnen (2019)
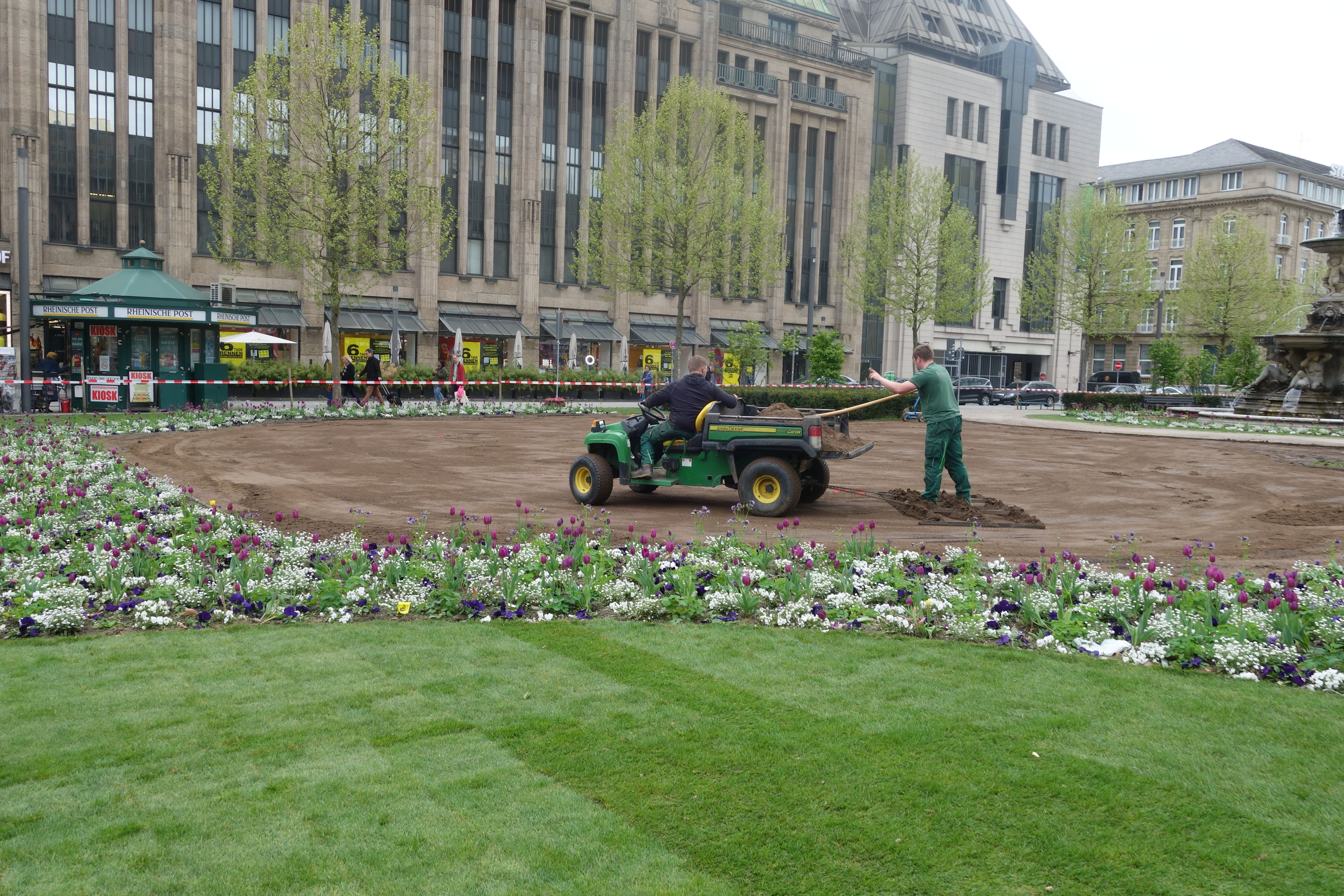
Die Bepflanzung wird mehrmals im Jahr erneuert, der Rasen jedes Frühjahr. Im Hintergrund Galeria Kaufhof (2024)
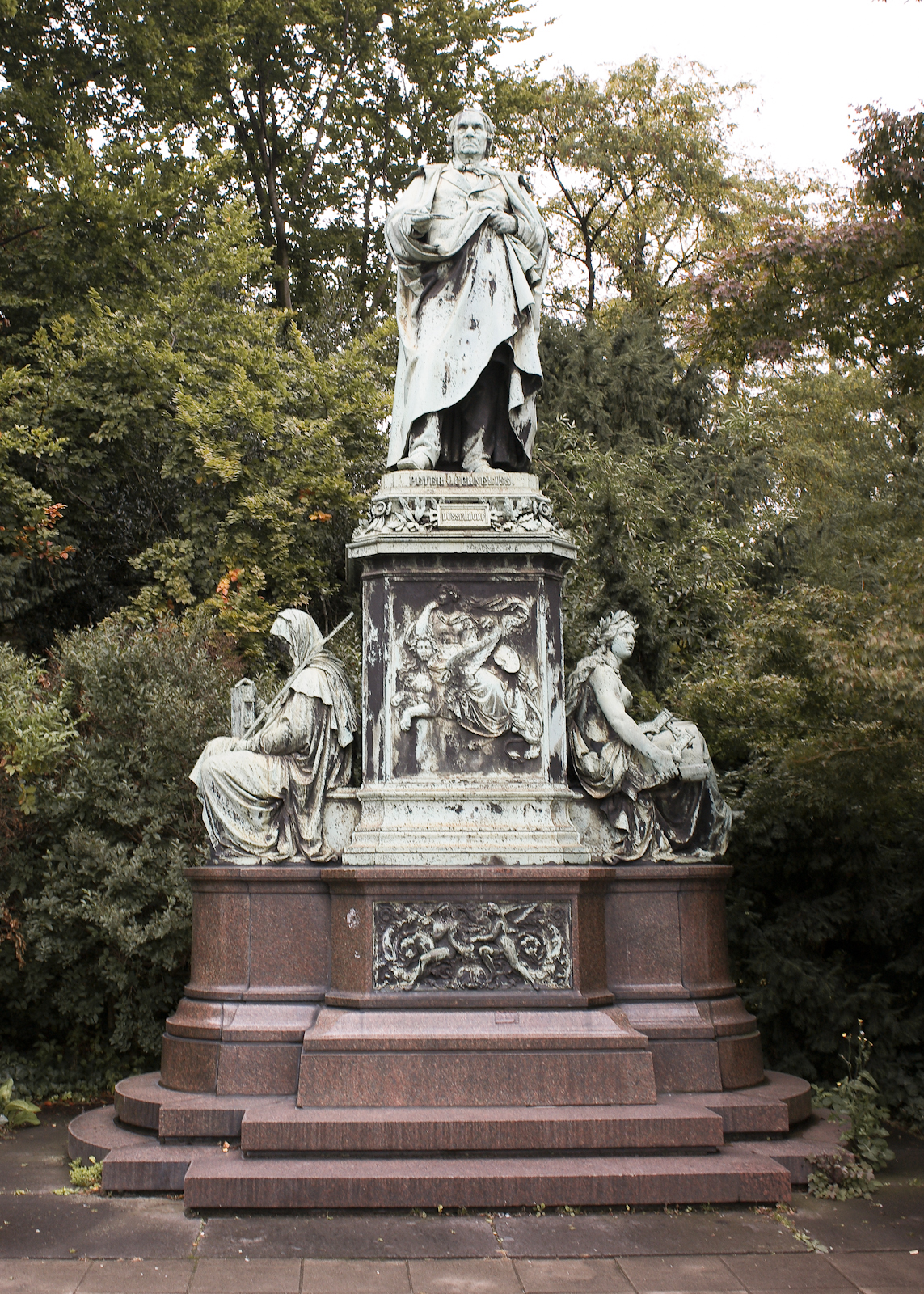
Peter-von-Cornelius-Denkmal (2012)